# 蓬田村
蓬田村（日语：／ Yomogita mura）是位於日本青森縣南部的村，隸屬於東津輕郡。東邊面向陸奧灣，南邊與青森市接壤，蓬田川流經村內並往東注入陸奧灣，當地人口則多集中在東部的平原與津輕線沿線。蓬田村在生活與醫療方面相當仰賴青森市，通勤與就學方面則與北邊的外濱町有一定的關聯。當地以農業和漁業為主，生產稻米和番茄等農產品。

## 地理
蓬田村境內約76%的面積被森林覆蓋。西部為中山山脈，當地的聚落與耕地集中在東部沿海地區的平原。該平原呈南北走向，寬約5公里，海拔為2至40公尺不等。發源於袴腰岳的廣瀨川往東流經北部地區並注入陸奧灣，而發源於袴腰岳南邊的蓬田川則與同樣流經村內的阿彌陀川、瀨邊地川、長科川與中澤川等河流注入陸奧灣。

### 氣候
蓬田村在氣候上屬於日本海側氣候。當地年均溫約10℃，年均降雨量約1460毫米，年日照時數則約1420小時。夏季挾帶涼冷空氣的東北風對當地的農作物造成損害。冬季受到強烈的西北季風吹拂，降雪的日子較多，積雪深度最深可達80公分。

## 歷史
蓬田村内自古便有人類居住，境內屬於繩紋時代的瀨邊地遺跡等遺址曾發掘出大量的擦文陶器。根據調查顯示，位於蓬田地區的蓬田城遺址在平安時代後期 (11至12世紀) 相當繁榮，但尚不清楚蓬田城的建城者與築城的時間。蓬田城在中世紀原本受到南部氏的支配，天正13年 (1585年) 津輕為信攻下此城後便成為弘前藩的領地。
1889年（明治22年）4月1日，蓬田村、長科村、中澤村、阿彌陀川村、鄉澤村、瀨邊地村與廣瀨村合併成現今的蓬田村。

## 行政
- 村長：古川正隆（四任）任期：2013年（平成21年）11月8日
- 村議會：8人

## 交通

### 鐵道
- 東日本旅客鐵道
  - 津輕線：中澤站 - 蓬田站 - 鄉澤站 - 瀨邊地站

### 道路
- 國道280號

## 觀光
- 玉松台海水浴場
- 玉松海祭
- 玉松海情報館
- 蓬田城址
- 小館古蹟
- 蓬溫泉
- 大倉岳
- 袴腰岳
- 蓬田村鄉土史料館
- 文化傳承館
- 蓬田市場物產館
- 村之驛蓬人

## 地域

### 醫療、福利
- 蓬田村診療所
- 綠齒科診所
- 特別養護老人康復所 蓬生園
- 綠屋蓬田
- 綠屋玉松

### 教育
- 蓬田村立蓬田中學
- 蓬田村立蓬田小學

### 金融
- 青森農業合作社蓬田分部（JA銀行）
- 蓬田漁業合作社

## 當地出身的名人
- 武井宏之（漫畫家）
- 八戶亮（演員）
- YASS（Yellow Cherry成員）